# Hviding Idrætsforening
Hviding Idrætsforening ´s fodboldhold spiller i JBU serie 1. Hviding IF blev stiftet tilbage i 1920.